# Amy Goldstein
Amy Goldstein (née en 1958) est une directrice, productrice et scénariste de films, de clips musicaux, ainsi que de séries télévisées pour HBO, Fox, CBS, Showtime et MTV.

## Carrière
Amy Goldstein est diplômée de la NYU film school. Goldstein a dirigé plusieurs clips vidéos pour des artistes à travers le monde entier, notamment Downtown Train de Rod Stewart.   Sa comédie musicale ayant pour terme le lesbianisme, Because The Dawn, a été présentée en première au festival du film de Toronto en 1988,,. Elle a co-écrit et dirigé le film The Silencer avec Scott Kraft pour Crown.
En 2000, Goldstein a réalisé le film East of A, lauréat de plusieurs récompenses, sur le thème des difficultés d'une famille à élever leur enfant atteint du HIV,,,.
Elle travaille pour la télévision et réalise plusieurs téléfilms, dont des épisodes pilotes pour HBO, CBS, Fox, Showtime et MTV. Elle a réalisé une comédie musicale hip-hop pour Polygram/Jersey Films. Son dernier film The Hooping Life s'intéresse au retour à la mode du hula hoop.

## Vie privée
Elle vit à Los Angeles. Elle est la sœur du critique de cinéma Patrick Goldstein.

## Filmographie

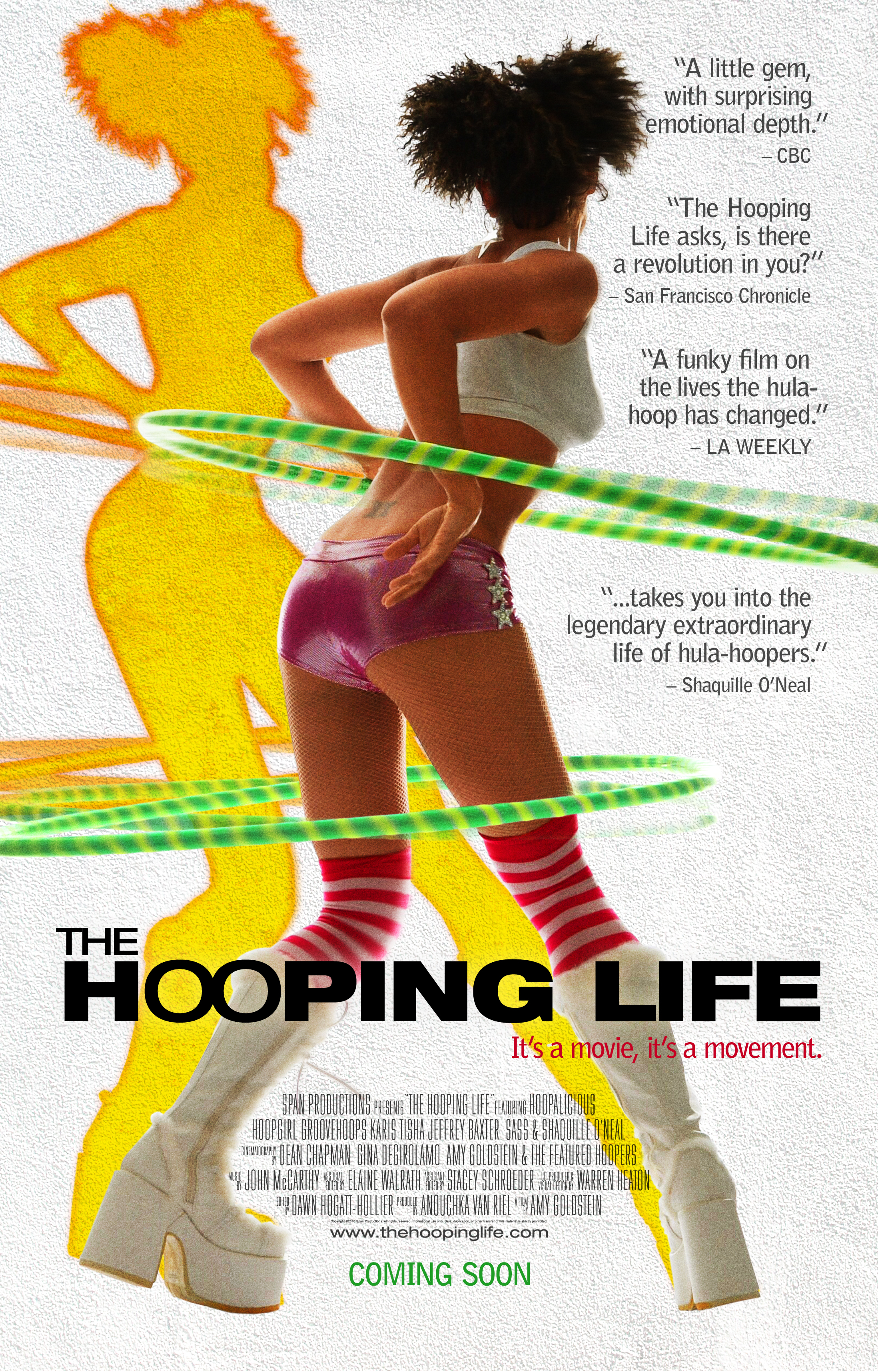
Affiche promotionnelle pour The Hooping Life

- 1991 : Veronica Clare
- 1992 : The Silencer
- 2000 : East of A[9]
- 2010 : The Hooping Life

## Courts-métrages
- 1986 : Black Tie
- 1987 : Commercial for Murder[10],[11]
- 1988 : Because the Dawn

## Clips musicaux
- Cinq collaborations avec Anita Mui
- 1990 : Kill for Thrills, “Commercial Suicide”
- 1990 : Rod Stewart, "Downtown Train" #3 du Billboard Hot 100, #1 hit du Canadian Singles Chart, #1 MTV.
- 1995 : Rod Stewart, "This"
- 2014 : Basement Jaxx, The Hooping Life

## Récompenses
- 2000 : Best Feature, Rhode Island International Film Festival, pour East of A
- 2000 : Winner, Telluride Independent Film Festival, pour East of A
- 2000 : Outstanding Director Feature Films, Laguna Beach Film Festival, pour East of A
- 2000 : Winner, Burning Vision Award, Santa Barbara International Film Festival, pour East of A
- 2008 : Recipient, HBO/DGA